# Aderus ephippiatus
Aderus ephippiatus é uma espécie de inseto besouro da família Aderidae. Foi descrita cientificamente por George Charles Champion em 1916.

## Distribuição geográfica
Habita na Região de Tanintharyi (Birmânia).